# Chalioides nakatomii
Chalioides nakatomii är en fjärilsart som beskrevs av Akio Seino 1980. Chalioides nakatomii ingår i släktet Chalioides och familjen säckspinnare. Inga underarter finns listade i Catalogue of Life.